# Всеволод Константинович
Все́волод Константи́нович, в крещении Иоанн (18 июня 1210, Ростов — 4 марта 1238, река Сить) — первый удельный князь Ярославский (1218—1238).

## Биография
Второй сын Великого князя Владимирского Константина Всеволодовича. Родился 18 июня 1210 года в Ростове, где тогда княжил его отец. 23 мая 1212 года над ним совершён был известный старинный обряд — постриг. Летописец замечает, что по этому случаю «бысть радость велика во граде Ростове». В 1215 году он находился в Торжке с полками отца своего, приходившими на помощь брату отца Ярославу Всеволодовичу, тогда князю переяславскому, бывшему во вражде с новгородцами.
В 1218 году Всеволод получил от отца в удел Ярославль. Последний в то время был уже большим городом, что видно из Никоновской летописи, по которой там в 1221 году, во время пожара, истребившего почти весь город, одних церквей сгорело 17. В 1224 году Всеволод достроил в Спасском монастыре церковь Преображения, заложенную ещё отцом его.
Согласно Лаврентьевской летописи, Всеволод в 1224 году вместе с дядей Владимиром Всеволодовичем был послан своим дядей, великим князем Владимирским Юрием в военный поход, однако, цель похода летопись не указывает, помещая событие между поставлением в Киеве митрополита Кирилла (произошедшим 6 января 1225 года) и масштабным вторжением литовцев в Новгородскую землю и Смоленское княжество, закончившимся битвой под Усвятом (до весны 1225 года). Новгородские летописи сообщают, что в возглавляемом Ярославом походе против литовцев участвовали Владимир с сыном, но о детях Владимира ничего не известно.
В 1226 году Всеволод с братом участвовали в походе великого князя на черниговского князя Олега, усобица закончилась миром, и Марина, дочь Олега, в 1228 году была выдана за Всеволода. 15 сентября 1227 года Юрий Всеволодович послал племянника на княжение в Переяславль-Южный, а в следующем 1228 году Всеволод опять был на севере: участвовал в походе Юрия на мордву, «в Пургасову волость».
В 1229 году ярославский князь вместе с другими своими братьями пристал к младшему дяде, Ярославу, против старшего, Юрия, но последний, пригласив всех их в начале сентября «на снем» в Суздаль, склонил их к примирению. В 1230 год Всеволод поддерживал Ярослава против черниговского князя Михаила в борьбе за влияние в Новгороде.
Пал в битве с татарами на берегах реки Сити 4 марта 1238 года, тело его найдено не было. Оставил сыновей Василия и Константина, княживших после него.

## Семья и дети
Жена с 1228 года — Марина, дочь курского князя Олега.
Сыновья: Василий и Константин.